# زروب باقفالة (الضليعة)
'

تعديل مصدري - تعديل

زروب باقفالة هي إحدى قرى عزلة الضليعة بمديرية الضليعة التابعة لمحافظة حضرموت، بلغ تعداد سكانها 33 نسمة حسب تعداد اليمن لعام 2004.